# Michelle Vezie
Michelle Vezie (ur. 10 lipca 1989 r.) – brytyjska wioślarka.

## Osiągnięcia
- Mistrzostwa Świata U-23 – Račice 2009 – ósemka – 1. miejsce[1].
- Mistrzostwa Świata – Poznań 2009 – ósemka – 5. miejsce[1].